# Orane Simpson
Orane Simpson (Kingston, 4 settembre 1983 – Kingston, 13 ottobre 2009) è stato un calciatore giamaicano, di ruolo centrocampista.

## Carriera

### Club
Tra il 2005 ed il 2009 ha giocato nella prima divisione giamaicana con il Tivoli Gardens.

### Nazionale
Nel 2009 ha giocato 5 partite con la nazionale giamaicana.

## La morte
Simpson fu pugnalato a morte il 13 ottobre 2009. In suo onore, prima del calcio di inizio di ogni partita in Giamaica domenica 18 ottobre fu osservato un minuto di raccoglimento.

## Palmarès

### Club

#### Competizioni nazionali
- Flow Champions Cup: 1

Tivoli Gardens: 2005-2006